# 佐倉市立志津中学校
佐倉市立志津中学校（さくらしりつ しづちゅうがっこう）は、千葉県佐倉市井野にある公立中学校。1947年に開校し、2017年で創立70周年を迎えた。

## 沿革
- 1947年 - 志津村立志津中学校として開校。
- 1950年 - 独立校舎新築移転。
- 1954年 - 佐倉市立志津中学校と改称。
- 1955年 - 校舎増設。
- 1961年 - 新校舎二教室完成。
- 1963年 - 三階建て新校舎落成。
- 1967年 - 校地を拡張する。
- 1968年 - 体育館、校舎竣工。校門新設。プール完成。
- 1973年 - 上志津中学校開校に伴い、2年生が134名転出。
- 1977年 - プレハブ校舎、体育館倉庫完成。
- 1978年 - 木造校舎消失。
- 1981年 - 部室（6部屋）完成。生徒指導研究委託校、ＪＲＣ研究校となる。
- 1982年 - 生徒指導における県教委指定研究学校となる。
- 1984年 - 生徒指導推進地域に指定される。
- 1988年 - 西志津中学校開設に伴い、1年が126名転出。体育館の改修が始まる。
- 1992年 - パソコン室完成。
- 1993年 - 給食室完成。教室増築竣工。学校給食開始。本館前舗装工事、本館改修工事が始まる。
- 1996年 - 防災備蓄倉庫設置。
- 1997年 - 校章決定、校旗寄贈。
- 1999年 - 文部省より教育課程の研究指定を受ける。志津中愛唱歌完成贈与。
- 2003年 - 門扉改修。防災設備修理工事完了。
- 2004年 - プール改修工事完了。
- 2011年 - 体育館完成。[2]

## 住所
- 〒285-0855
- 千葉県佐倉市井野1376

## 交通
- ユーカリが丘駅から徒歩15分
- 志津駅から徒歩10分

駐車場のスペースがあまりないため徒歩での来校が推奨されている。
　

## 志津中五本柱
志津中学校には志津中五本柱というものがある。
- 一：あいさつをする
- 一：清掃を一生懸命にやる
- 一：人の話を聞く
- 一：時間を守る
- 一：歌声を盛んにする

全校目標などは、概ねこの方針を考慮される。

## 部活動
現在同校には下記の16（種類は14）の部活動がある（括弧書きがないものは男女共同で活動、コンマ分けは別部制）。
運動部
- 陸上競技部
- バスケットボール部（男・女）
- 剣道部
- ソフトテニス部（男・女）
- 水泳部
- バレーボール部（女子のみ）
- ソフトボール部（女子のみ）
- バドミントン部（女子のみ）
- 野球部（男子のみ）
- サッカー部（男・女）

文化部
- 吹奏楽部
- コンピュータ部
- 美術部
- 家庭科部

## 近況
- 2009年　体育館の建て直しが決定し、佐倉中学校校舎建替えと併せて319,346,000円が予算計上されている（「佐倉市平成21年度当初予算 予算概要」より）。尚、この建替えの為、例年9月に行われる体育祭が2009年は5月30日に変更されている。
- 2011年 　 東日本大震災に伴う耐震工事が開始される。

## 卒業生
- 加賀美早紀
- 藤木直人
- 菅谷大介
- 五十嵐令子
- 木村直巳 - 漫画家